# Стаффорд (округ, Канзас)
Ста́ффорд (англ. Stafford County) — округ в штате Канзас, США. Официально образован в 1879 году. По состоянию на 2010 год, численность населения составляла 4 437 человек.

## География
По данным Бюро переписи США, общая площадь округа равняется 2 058,327 км2, из которых 2 051,412 км2 суша и 6,915 км2 или 0,340 % это водоёмы.

## Население
По данным переписи населения 2000 года в округе проживает 4 789 жителей в составе 2 010 домашних хозяйств и 1 294 семей. Плотность населения составляет 2,00 человека на км2. На территории округа насчитывается 2 458 жилых строений, при плотности застройки около 1,00-го строения на км2. Расовый состав населения: белые — 94,97 %, афроамериканцы — 0,15 %, коренные американцы (индейцы) — 0,38 %, азиаты — 0,13 %, гавайцы — 0,00 %, представители других рас — 2,97 %, представители двух или более рас — 1,42 %. Испаноязычные составляли 5,41 % населения независимо от расы.
В составе 29,90 % из общего числа домашних хозяйств проживают дети в возрасте до 18 лет, 55,90 % домашних хозяйств представляют собой супружеские пары проживающие вместе, 5,90 % домашних хозяйств представляют собой одиноких женщин без супруга, 35,60 % домашних хозяйств не имеют отношения к семьям, 33,00 % домашних хозяйств состоят из одного человека, 17,20 % домашних хозяйств состоят из престарелых (65 лет и старше), проживающих в одиночестве. Средний размер домашнего хозяйства составляет 2,34 человека, и средний размер семьи 2,99 человека.
Возрастной состав округа: 26,30 % моложе 18 лет, 5,40 % от 18 до 24, 24,60 % от 25 до 44, 22,50 % от 45 до 64 и 22,50 % от 65 и старше. Средний возраст жителя округа 41 лет. На каждые 100 женщин приходится 95,20 мужчин. На каждые 100 женщин старше 18 лет приходится 91,40 мужчин.
Средний доход на домохозяйство в округе составлял 31 107 USD, на семью — 38 235 USD. Среднестатистический заработок мужчины был 27 328 USD против 21 063 USD для женщины. Доход на душу населения составлял 16 409 USD. Около 8,70 % семей и 11,80 % общего населения находились ниже черты бедности, в том числе — 15,20 % молодёжи (тех, кому ещё не исполнилось 18 лет) и 8,90 % тех, кому было уже больше 65 лет.